# Carmo de Souza
Carmo de Souza, plus connu sous le nom de Rosa Branca, né le 16 juillet 1940, à Araraquara, au Brésil, mort le 22 décembre 2008 à São Paulo, au Brésil, est un joueur brésilien de basket-ball. 

## Palmarès
- 3e des Jeux olympiques 1960
- 3e des Jeux olympiques 1964
- Champion du monde 1959
- Champion du monde 1963
- Finaliste du championnat du monde 1970
- Troisième des Jeux panaméricains de 1959
- Finaliste des Jeux panaméricains de 1963